# 마이모니데스

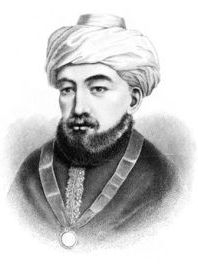
모세 벤 마이몬

랍비 모세 벤 마이몬(히브리어: משה בן מימון Moshe ben Maimon, 아랍어: أبو عمران موسى بن ميمون بن عبد الله القرطبي الإسرائيلي Abu Imran Mussa bin Maimun ibn Abdallah al-Qurtubi al-Israili[*], 이븐 마이문, 1135년 3월 30일 ~ 1204년 12월 13일)은 중동 스파라드 유대인 사회의 철학자이자 의사로, 중세에 가장 영향력을 끼친 토라 연구자이자 다작 저술가이다. 유럽식 표기법인 마이모니데스(그리스어: Μαϊμωνίδης, Maïmōnídēs 라틴어: Maimonides)로도 널리 알려져 있다. 당대에는 두드러지는 천문학자이자 물리학자이기도 했다. 유대인 사회에서는 람밤(히브리어: רמב״ם)이라고도 불리는데, "우리의 랍비 모세 벤 마이몬"(Rabbeinu Mōšeh bēn Maimon)을 뜻하는 히브리어의 약자 네 글자를 읽은 것이다. 1135년 또는 1138년, 당시 무라비트 왕조가 다스리던 오늘날 에스파냐의 코르도바 지방에서 태어났고, 모로코와 이집트에서 물리학자이자 철학자, 랍비로서 일했다. 1204년 12월 이집트에서 타계하였으나 그의 유해는 갈릴리 지방으로 옮겨져 티베리아스 마을에 묻혔다.
유대교의 법과 윤리에 관한 마이모니데스의 저술은 그의 살아 생전에 많은 유대인들에게 읽혔고 크게 환영받았다. 예맨과 이라크 지방의 유대인 공동체에도 그의 저작이 알려졌다. 그는 이집트의 유대인 공동체에서 존경받는 지도자가 되기도 했다. 물론 그의 저술에 대한 비판도 만만치 않았는데, 특히 에스파냐에서 그랬다. 그럼에도 그는 할라카를 해석하여 유대인 사회의 법적 분쟁을 중재한 랍비이자 철학자 중 가장 뛰어난 석학으로 유대인의 역사 속에서 인식되고 있으며, 그의 풍부한 저술은 유대 학문의 초석이 되고 있다. 14권으로 이루어진 그의 저작 《미슈나 토라》(Mishneh Torah)는 아직까지도 탈무드 법을 편찬할 때 중대한 규범적 권위를 지닌다.
그에 대해 유대인 역사가들의 높은 평가를 차치하고서, 이슬람의 역사와 아랍의 과학 분야에서도 마이모니데스는 중대한 위치를 차지하며 연구에서 자주 인용된다. 그는 무함마드 알 파라비와 아비세나라고도 알려진 이븐 시나로부터 영향을 받았으며, 아베로에스라고 알려진 이븐 루시드와는 동시대인이었다. 그 역시 아랍의 무슬림 철학자 및 과학자들에게 큰 영향을 끼쳤다. 한 마디로, 그는 유대인 사회와 이슬람 세계 모두에서 저명한 철학자이자 박식가로 여겨진다.

## 생애
1135년 또는 1138년 에스파냐의 코르도바에서 태어났다. 당시 코르도바를 지배하던 무와히드 왕조의 유대교, 기독교 탄압을 피해 1165년경 카이로로 이주하였고 그 곳에서 의사로 일하였다. 그러던 도중 살라흐 앗 딘에게 발탁되어 그와 그의 아들 알 아프달의 주치의가 되었다. 그 후로 카이로의 유대교단을 지휘하였다.

## 의학적 업적
그는 할례법을 개선하였으며, 치질은 변비에서부터 생긴다고 하여 이를 치료하기 위해서는 채소를 주식으로 하는 가벼운 식사를 해야 한다고 주장하였다.

## 저서
그의 의학 관련 저서 중에서는 《의학원리집》이 가장 유명하다. 《방황하는 자들을 위한 안내서》는 아리스토텔레스파의 아랍 철학자의 견해를 취하여 유대교 신학을 합리적으로 해석한 것이다. 저술에는 주로 아랍어를 사용하였지만, 이는 이후 히브리어, 라틴어 등으로 번역되었다. 그의 저서는 유럽의 철학계에도 영향을 주었다.

## 같이 보기
- 이븐 루시드

## 참고 문헌
- 學園出版公社 事典編纂局 편 (1993). 《學園世界大百科事典》. 서울: 學園出版公社..